# 카를로스 바르뎀

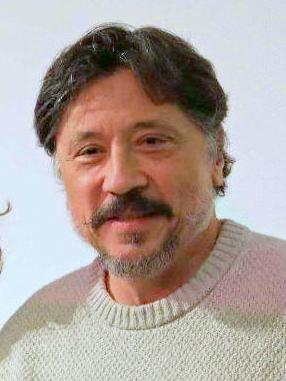

카를로스 바르뎀(Carlos Encinas Bardem, 1963년 3월 7일 ~ )은 스페인의 배우, 저자, 작가, 각본가, 영화배우, 텔레비전 배우이다.
마드리드에서 태어났다.

## 방송
- 더 썬 시즌2
- 더 썬

## 영화
- 생츄어리 (2019년)
- 아무튼, 우리 (2019년)
- 아디오스 (2019년)
- 가르델 (2017년) - 피에로티 역
- 어쌔신 크리드 (2016년) - 베네딕토 역
- 곤잘레스 (2014년)
- 암흑의 영혼 (2014년)
- 파라다이스 로스트: 마약 카르텔의 왕 (2014년)
- 올리버스 딜 (2014년)
- 바이올렛 (2013년)
- 스콜피온 인 러브 (2013년) - 카를로몬테 역
- 트랜스그레션 (2011년)
- 데이즈 오브 그레이스 (2011년)
- 어몽 울브즈 (2010년)
- 피시 차일드 (2009년)
- 셀 211 (2009년) - 아파쉐 역
- 저스트 워킹 (2008년)
- 체 게바라: 2부 게릴라 (2008년) - 모이세스 게바라 역
- 빈민금지구역 라조나 (2007년) - 제라도 역
- 고야의 유령 (2006년)
- 프린세사스 (2005년)
- 루나의 게임 (2001년)
- 불량 경찰 : 부정부패 소탕 작전 (1998년)
- 프레디타 (1997년)
- 우정 아닌 사랑 (1996년)